# USS Trigger (SS-237)
USS Trigger (SS-237) là một tàu ngầm lớp Gato từng phục vụ cùng Hải quân Hoa Kỳ trong Chiến tranh Thế giới thứ hai. Nó là chiếc tàu chiến đầu tiên của Hải quân Hoa Kỳ được đặt cái tên này, theo tên họ Cá nóc gai. Nó đã phục vụ trong suốt Thế chiến II, thực hiện tổng cộng mười hai chuyến tuần tra, đánh chìm 18 tàu Nhật Bản bao gồm một tàu khu trục với tổng tải trọng 86.552 tấn. Trong chuyến tuần tra cuối cùng nó bị tàu chiến Nhật Bản đánh chìm tại vùng biển quần đảo Ryūkyū vào ngày 28 tháng 3, 1945. Trigger được tặng thưởng danh hiệu Đơn vị Tuyên dương Tổng thống cùng mười một Ngôi sao Chiến trận do thành tích phục vụ trong Thế Chiến II.

## Thiết kế và chế tạo
Lớp tàu ngầm Gato được thiết kế cho mục đích một tàu ngầm hạm đội nhằm có tốc độ trên mặt nước cao, tầm hoạt động xa và vũ khí mạnh để tháp tùng hạm đội chiến trận. Con tàu dài 311 ft 9 in (95,02 m) và có trọng lượng choán nước 1.525 tấn Anh (1.549 t) khi nổi và 2.424 tấn Anh (2.463 t) khi lặn. Chúng trang bị động cơ diesel dẫn động máy phát điện để cung cấp điện năng cho bốn động cơ điện, đạt được công suất 5.400 shp (4.000 kW) khi nổi và 2.740 shp (2.040 kW) khi lặn, cho phép đạt tốc độ tối đa 21 hải lý trên giờ (39 km/h) và 9 hải lý trên giờ (17 km/h) tương ứng. Tầm xa hoạt động là 11.000 hải lý (20.000 km) khi đi trên mặt nước ở tốc độ 10 hải lý trên giờ (19 km/h) và có thể hoạt động kéo dài đến 75 ngày và lặn được sâu tối đa 300 ft (90 m).
Lớp tàu ngầm Gato được trang bị mười ống phóng ngư lôi 21 in (530 mm), gồm sáu ống trước mũi và bốn ống phía phía đuôi tàu, chúng mang theo tối đa 24 quả ngư lôi. Vũ khí trên boong tàu gồm một hải pháo 3 inch/50 caliber, và thường được tăng cường một khẩu pháo phòng không Bofors 40 mm nòng đơn và một khẩu đội Oerlikon 20 mm nòng đôi, kèm theo súng máy .50 caliber và .30 caliber. Tiện nghi cho thủy thủ đoàn bao gồm điều hòa không khí, thực phẩm trữ lạnh, máy lọc nước, máy giặt và giường ngủ cho hầu hết mọi người, giúp họ chịu đựng cái nóng nhiệt đới tại Thái Bình Dương cùng những chuyến tuần tra kéo dài đến hai tháng rưỡi.
Trigger được đặt lườn tại Xưởng hải quân Mare Island ở Vallejo, California vào ngày 1 tháng 2, 1941. Nó được hạ thủy vào ngày 22 tháng 10, 1941, được đỡ đầu bởi bà Walter N. Vernou, và được cho nhập biên chế cùng Hải quân Hoa Kỳ vào ngày 30 tháng 1, 1942 dưới quyền chỉ huy của Hạm trưởng, Thiếu tá Hải quân Jack H. Lewis.

## Lịch sử hoạt động

### 1942
Sau khi hoàn tất việc chạy thử máy huấn luyện dọc theo bờ biển California và sửa chữa sau chạy thử máy, Trigger lên đường vào ngày 22 tháng 5, 1942 để hướng sang vùng biển quần đảo Hawaii, đi đến Trân Châu Cảng một tuần sau đó. Nó khởi hành vào ngày 29 tháng 5 để hướng sang đảo Midway trong thành phần Đội đặc nhiệm 7.2, sau khi có tin tức tình báo về một kế hoạch tấn công của Hải quân Nhật Bản nhắm vào hòn đảo này. Tuy nhiên chiếc tàu ngầm bị tai nạn mắc cạn nên không tham gia hoạt động nào trong Trận Midway, và quay trở về Trân Châu Cảng vào ngày 9 tháng 6.

#### Chuyến tuần tra thứ nhất
Khởi hành từ Trân Châu Cảng vào ngày 26 tháng 6 cho chuyến tuần tra đầu tiên, Trigger đi đến vùng biển quần đảo Aleut để tuần tra tại khu vực phía Tây mũi Wrangell tại đảo Attu. Nó bắt gặp sáu tàu khu trục, ba tàu chở hàng và một tàu tuần tra, nhưng không ở vị trí thuận tiện để tấn công, rồi rút lui về Dutch Harbor vào ngày 8 tháng 8 trước khi quay trở về Trân Châu Cảng.

#### Chuyến tuần tra thứ hai
Trong chuyến tuần tra thứ hai từ ngày 23 tháng 9 đến ngày 8 tháng 11 ở ngoài khơi các đảo chính quốc Nhật Bản, Trigger đụng độ với một tàu tuần tra đối phương vào ngày 5 tháng 10. Nó né tránh được hải pháo và một cú đâm húc của tàu đối phương, và đáp trả với năm quả ngư lôi nhưng không trúng mục tiêu. Đến sáng sớm ngày 17 tháng 10 tại eo biển Bungo, nó tấn công trên mặt nước, phóng ngư lôi đánh chìm tàu buôn Holland Maru (5.869 tấn). Đêm hôm đó, một tàu khu trục đối phương tấn công nó bằng một loạt mìn sâu, và chiếc tàu ngầm phản công bằng một loạt ba quả ngư lôi, nhưng chúng kích nổ sớm trước khi chạm mục tiêu. Trigger phóng thêm một quả ngư lôi khác nhưng vẫn không trúng mục tiêu. Trên mặt biển vào nữa đêm ngày 20 tháng 10, chiếc tàu ngầm phóng một loạt bốn quả ngư lôi ở khoảng cách 900 yd (820 m) nhằm vào một tàu chở dầu tải trọng khoảng 10.000 tấn, ghi được hai phát trúng đích nhưng không thể xác nhận kết quả. Bốn ngày sau, nó lại phóng ba quả ngư lôi vào một tàu chở dầu khác, nhưng chỉ gây hư hại cho đối phương, và quả ngư lôi phóng bồi thêm lại trượt khỏi mục tiêu. Chiếc tàu ngầm kết thúc chuyến tuần tra và quay trở về căn cứ.

### 1943

#### Chuyến tuần tra thứ ba

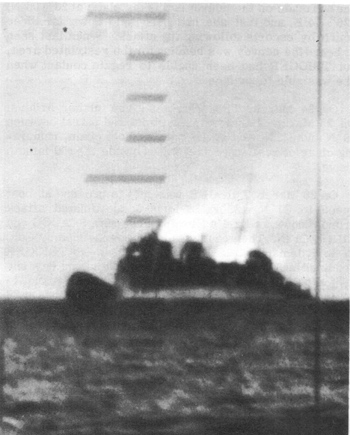
Ảnh chụp qua kính tiềm vọng tàu khu trục Okikaze đang bị USS Trigger đánh chìm

Trong chuyến tuần tra thứ ba từ ngày 3 tháng 12, 1942 đến ngày 22 tháng 1, 1943, Trigger làm nhiệm vụ tuần tra kết hợp rải mìn tại vùng biển chính quốc Nhật Bản. Vào ngày 20 tháng 12, nó rải thủy lôi ngoài khơi mũi Inubō thuộc đảo Honshū; nó vẫn chưa hoàn tất công việc khi một tàu chở hàng đối phương băng ngang bên trên chiếc tàu ngầm để tiến vào bãi thủy lôi mới vừa rải, trúng mìn và đắm ngay sau đó. Đến ngày 22 tháng 12, nó tấn công một tàu buôn xuất phát từ Uraga với bốn quả ngư lôi, đánh chìm được chiếc Teifuku Maru (5.198 tấn). Vào ngày 31 tháng 12, nó phóng ba quả ngư lôi và gây hư hại cho một tàu chở máy bay, rồi phải lặn sâu để né tránh phản công của tàu khu trục đối phương. Khi bị một tàu khu trục khác tấn công vào ngày 10 tháng 1, 1943, Trigger phóng một loạt ba quả ngư lôi nhắm vào đối thủ ở khoảng cách 1.600 yd (1.500 m), đánh chìm được tàu khu trục Okikaze.

#### Chuyến tuần tra thứ tư
Khởi hành từ Midway vào ngày 13 tháng 2, Trigger thực hiện chuyến tuần tra thứ tư ngoài khơi quần đảo Palau. Nó phóng bốn quả ngư lôi nhắm vào một tàu buôn vào ngày 27 tháng 2, nhưng đối thủ khéo léo cơ động né tránh được và máy bay đối phương phản công ngăn chặn. Nó lại tấn công một tàu buôn khác vào ngày 4 tháng 3, nhưng cả ba quả ngư lôi đều bị trượt. Đến ngày 15 tháng 3, nó tấn công một đoàn năm tàu buôn được hai tàu hộ tống bảo vệ, đánh chìm được tàu chở hàng Momoha Maru (3.103 tấn). Đêm hôm đó, Trigger tiếp tục phóng sáu quả ngư lôi vào một tàu đang được kéo đi, nhưng năm quả ngư lôi trượt mục tiêu còn quả thứ sáu chạy vòng tròn suýt trúng vào đuôi nó. Một cuộc tấn công khác bằng ba quả ngư lôi vào ngày 20 tháng 3, nhắm vào chiếc dẫn đầu của một đoàn bốn tàu chở hàng, chỉ đủ để gây hư hại cho đối phương. Chiếc tàu ngầm kết thúc chuyến tuần tra khi quay trở về Trân Châu Cảng vào ngày 6 tháng 4.

#### Chuyến tuần tra thứ năm
Trong chuyến tuần tra thứ năm từ ngày 30 tháng 4 đến ngày 22 tháng 6, Trigger quay trở lại tuần tra tại vùng biển chính quốc Nhật Bản. Được báo trước qua thông tin tình báo vô tuyến từ Trân Châu Cảng, nó phục kích trên hướng đi của một lực lượng đặc nhiệm Nhật Bản dưới quyền Đô đốc Mineichi Koga đang quay trở về từ căn cứ Truk. Nó bắt gặp lực lượng trên vào sáng ngày 22 tháng 5, nhưng đối phương di chuyển nhanh và zig-zag ngoài tầm bắn của chiếc tàu ngầm. Đến sáng ngày 28 tháng 5, nó phóng ba quả ngư lôi nhắm vào hai tàu buôn ngoài khơi mũi Irōzaki nhưng chỉ một quả trúng đích và gây hư hại cho một chiếc. Sang ngày hôm sau nó lại phóng ba quả ngư lôi nhắm vào một tàu chở hàng nhỏ, hai quả trượt và một quả kích nổ sớm; chiếc tàu ngầm phóng bồi thêm một quả thứ tư, trúng đích nhưng không kích nổ. Đến ngày 1 tháng 6, nó tấn công hai tàu buôn ngoài khơi vịnh Sagami, phóng ba quả ngư lôi vào mỗi chiếc và đánh chìm ngay lập tức chiếc Noborikawa Maru (2.182 tấn), nhưng trượt mất chiếc thứ hai.
Lại biết trước nhờ thông tin tình báo vô tuyến, Trigger phục kích và bắt gặp một tàu sân bay được hai tàu khu trục hộ tống vào ngày 10 tháng 6. Nó tiếp cận và phóng một loạt sáu quả ngư lôi từ khoảng cách 1.200 yd (1.100 m), ghi được hai đến bốn quả trúng đích vào chiếc tàu sân bay Hiyō; các tàu hộ tống truy đuổi nó trong suốt nhiều giờ tiếp theo. Hiyō bị hư hại nặng nhưng cố lết về vịnh Tokyo và ngừng hoạt động để sửa chữa trong gần một năm tiếp theo. Chiếc tàu ngầm kết thúc chuyến tuần tra khi quay trở về Trân Châu Cảng.

#### Chuyến tuần tra thứ sáu
Sau khi được đại tu, Trigger lên đường vào ngày 1 tháng 9 cho chuyến tuần tra thứ sáu tại vùng biển Hoa Đông, ngoài khơi bờ biển Trung Quốc và chung quanh Đài Loan. Vào ngày 17 tháng 9, nó đánh trúng hai quả ngư lôi vào một tàu chở hàng nhưng cả hai không kích nổ; nó tiếp tục tấn công cùng một mục tiêu vào ngày hôm sau với bốn quả ngư lôi, và một quả duy nhất trúng đích đã đủ đánh chìm chiếc Yowa Maru (6.435 tấn). Đến ngày 21 tháng 9, đang khi tuần tra cách bờ biển 30 mi (48 km), nó tấn công một đoàn tàu được máy bay tuần tra bảo vệ, và đánh chìm hai tàu chở dầu Shiriya (6.500 tấn) và Shoyo Maru (7.498 tấn), cùng chiếc tàu chở hàng Argun Maru (6.662 tấn). Kết thúc chuyến tuần tra, nó quay trở về Midway vào ngày 30 tháng 9 để được tái trang bị.

#### Chuyến tuần tra thứ bảy
Trong chuyến tuần tra thứ bảy từ ngày 22 tháng 10 đến ngày 8 tháng 12 tại các vùng biển Hoa Đông và Hoàng Hải, Trigger khởi hành từ Midway, và lúc 22 giờ 00 ngày 1 tháng 11 đã phóng trúng ngư lôi vào hai tàu buôn trong một đoàn tàu trước khi phải lặn sâu để né tránh phản công từ các tàu hộ tống. Đến sáng hôm sau, với hai lượt phóng ba quả ngư lôi, nó đánh chìm được chiếc Yawata Maru (1.852 tấn); rồi hơn hai giờ tiếp theo lại làm nổ tung chiếc tàu chở hành khách Delagoa Maru (7.148 tấn). Sang ngày 5 tháng 11, chiếc tàu ngầm tiếp tục tấn công một đoàn ba tàu buôn được một tàu khu trục và hai máy bay hộ tống, đánh trúng và gây hư hại cho hai tàu buôn nhưng bị đối phương phản công quyết liệt với 20 quả mìn sâu và năm quả bom suýt trúng tàu.
Tám ngày sau đó, Trigger tấn công một đoàn chín tàu buôn và bốn tàu hộ tống, phóng bốn ngư lôi phía đuôi tàu vào chiếc tàu buôn lớn nhất từ khoảng cách 800 yd (730 m) và ghi được hai quả trúng đích ở giữa và phía sau tàu. Đến ngày 21 tháng 11, nó tiếp cận một tàu chở hàng và phóng bốn ngư lôi ở khoảng cách 2.000 yd (1.800 m), đánh chìm chiếc Eizan Maru (1.681 tấn) với hai phát trúng đích. Chiếc tàu ngầm kết thúc chuyến tuần tra khi quay trở về Trân Châu Cảng vào ngày 8 tháng 12.

### 1944

#### Chuyến tuần tra thứ tám
Lên đường vào ngày 1 tháng 1, 1944 cho chuyến tuần tra thứ tám, Trigger hoạt động dọc theo các tuyến hàng hải giữa Truk và Guam. Vào ngày 27 tháng 1, nó đụng độ với một tàu ngầm lớp Ro-100, phóng ngư lôi vào đối thủ ở khoảng cách 800 yd (730 m), nhưng bị trượt. Bốn ngày sau đó, nó tấn công một đoàn tàu ba chiếc được hai tàu khu trục lớp Fubuki hộ tống, đánh chìm được chiếc tàu rải mìn Nasami (4.443 tấn) trước khi bị các tàu hộ tống phản công. Nó phóng bốn quả ngư lôi vào một tàu khu trục, nhưng đều trượt, rồi tiếp tục theo dõi đoàn tàu, phóng năm quả ngư lôi vào chiếc đi cuối cùng và đánh chìm được chiếc tàu tiếp liệu tàu ngầm Yasukuni Maru (11.933 tấn). chiếc tàu ngầm quay trở về Trân Châu Cảng vào ngày 23 tháng 2 để kết thúc chuyến tuần tra.

#### Chuyến tuần tra thứ chín
Trong chuyến tuần tra thứ chín từ ngày 23 tháng 3 đến ngày 20 tháng 5 để tuần tra tại khu vực quần đảo Palau, Trigger bắt gặp một đoàn tàu 20 chiếc được khoảng 25 tàu hộ tống bảo vệ vào sáng ngày 8 tháng 4. Nó tiếp cận để tấn công, phóng bốn quả ngư lôi vào các tàu buôn trước khi lặn sâu để né tránh một tàu khu trục đang cách nó chỉ có 150 ft (46 m). Sau đó nó phải lặn ở độ sâu 300 ft (91 m) trong hơn 17 giờ để tránh sự truy đuổi của sáu tàu đối phương với nhiều quả mìn sâu được thả xuống, có sáu quả đã phát nổ gần sát con tàu và gây nhiều hư hại nghiêm trọng. Sau khi thoát khỏi vòng vây, nó phải dành ra bốn ngày để sửa chữa với mọi phương tiện sẵn có. Nó được tàu ngầm Tang (SS-306) hỗ trợ trong việc sửa chữa từ ngày 14 đến ngày 18 tháng 4, cũng như thảo luận phương án phối hợp tác chiến giữa hai con tàu.
Ngay sau nữa đêm ngày 26 tháng 4, Trigger bắt gặp một đoàn sáu tàu vận tải về phía Đông Palau, và đã phóng sáu quả ngư lôi ở khoảng cách 2.400 yd (2.200 m), ghi nhận bốn vụ nổ cùng một vụ nổ thứ phát rất lớn. Nó phóng tiếp ba quả ngư lôi sáu phút sau đó, rồi đến 01 giờ 57 lại phóng bốn quả ngư lôi vào một tàu chở hàng đã hư hại và hai quả nhắm vào một tàu hộ tống. Năm phút sau đó nó lại phóng ba quả ngư lôi vào một nhóm ba tàu hộ tống. Suốt trận đánh nó đã đánh chìm tàu chở hành khách Miike Maru (11.739 tấn), và gây hư hại nặng cho tàu hộ tống Kasado cùng các tàu buôn Hawaii Maru (9.467 tấn) và Asosan Maru (8.811 tấn). Chiếc tàu ngầm về đến Trân Châu Cảng vào ngày 20 tháng 5, rồi lên đường bốn ngày sau đó để quay về vùng bờ Tây, đi đến San Francisco, California vào ngày 31 tháng 5. Sau khi được đại tu, nó trở sang vùng biển quần đảo Hawaii vào ngày 11 tháng 9.

#### Chuyến tuần tra thứ mười
Rời Trân Châu Cảng vào ngày 24 tháng 9 cho chuyến tuần tra thứ mười, Trigger hoạt động tại khu vực bờ biển phía Đông Đài Loan đồng thời làm nhiệm vụ tìm kiếm giải cứu phục vụ cho các cuộc không kích của các tàu sân bay tại đây. Vào ngày 12 tháng 10, nó cứu vớt một phi công từ tàu sân bay Bunker Hill (CV-17) bị bắn rơi gần đó. Đến ngày 19 tháng 10, khi cuộc đổ bộ lên Philippines đang được xúc tiến, nó bắt gặp một đoàn bao gồm hai tàu tuần dương hạng nặng lớp Takao, một tàu tuần dương hạng nhẹ lớp Nagara, hai tàu tuần dương hạng nhẹ khác và nhiều tàu khu trục được không quân yểm trợ trên không. Nó không có dịp tấn công đoàn tàu này nhưng đã báo cáo về cuộc gặp gỡ.
Vào ngày 30 tháng 10, Trigger phóng bốn ngư lôi nhắm vào một tàu chở dầu nhưng bị trượt; nó tiếp tục phóng thêm bốn quả từ các ống phóng phía đuôi, trúng cả bốn vào phía đuôi nhưng không đủ để đánh chìm đối thủ. Sau đó nó phải lặn sâu để né tránh 78 quả mìn sâu nhắm vào nó trong suốt một giờ mà không bị hư hại. Tàu chở dầu Takane Maru (10.021 tấn) bị hư hại sau đó bị các tàu ngầm Salmon (SS-182) và Sterlet (SS-392) đánh chìm. Sáng hôm sau, nhận được tin Salmon bị hư hại nặng do trúng mìn sâu và không thể lặn được, Trigger đã đi đến trợ giúp rồi cùng Silversides (SS-236) và Sterlet hộ tống chiếc tàu ngầm bị hư hại rút lui về Saipan. Họ được máy bay xuất phát từ quần đảo Mariana bảo vệ trên không và về đến Tanapag Harbor vào ngày 3 tháng 11. Nó cùng sáu tàu ngầm khác lên đường một tuần sau đó, nhưng được lệnh hủy bỏ chuyến tuần tra vào ngày 17 tháng 11 và quay trở về Guam.

### 1945

#### Chuyến tuần tra thứ mười một
Lên đường vào ngày 28 tháng 12, 1944 cho chuyến tuần tra thứ mười một, Trigger hướng sang khu vực các eo biển Bungo và Kii. Lúc 21 giờ 05 ngày 3 tháng 1, 1945, nó trông thấy một ánh sáng và màn hình radar hiện lên một tín hiệu mục tiêu nghi ngờ; 30 phút sau một quả ngư lôi đi ngang qua con tàu bên mạn phải. Trigger quay đầu và rời khỏi khu vực, nhưng quay trở lại đây hai ngày sau đó, lúc nó phát hiện một kính tiềm vọng nhô lên mặt nước cách con tàu 2.000 thước Anh (1.800 m), nhận ra kẻ đã tấn công mình trước đó. Đến ngày 29 tháng 1, nó lại phát hiện qua radar ở khoảng cách 23.000 yd (21.000 m) một đoàn tàu vận tải được sáu tàu hộ tống cùng máy bay tuần tra bảo vệ. Nó tiếp cận đoàn tàu trong bối cảnh đêm sáng trăng, nên bị hai máy bay tuần tra phát hiện và tấn công. Chiếc tàu ngầm phải lặn sâu để ẩn nấp, và đoàn tàu vận tải đi ra khỏi tầm nhìn của nó. Sang ngày hôm sau, nó kết thúc chuyến tuần tra, và về đến Guam vào ngày 3 tháng 2.

#### Chuyến tuần tra thứ mười hai
Lên đường vào ngày 11 tháng 3 cho chuyến tuần tra thứ mười hai tại khu vực quần đảo Ryūkyū, vào ngày 18 tháng 3, Trigger tấn công một đoàn tàu vận tải và đã đánh chìm tàu chở hàng Tsukushi Maru số 3 (1.012 tấn) cùng gây hư hại cho một chiếc khác. Nó báo cáo kết quả cuộc tấn công hai ngày sau đó, và được lệnh báo cáo sự di chuyển của các đoàn tàu đối phương càng nhiều càng tốt để tìm ra những hành lang an toàn tại một khu vực biển Hoa Đông được rải mìn dày đặc. Đến ngày 24 tháng 3, nó được lệnh tuần tra về phía Tây quần đảo bên ngoài khu vực giới hạn; rồi đến ngày 26 tháng 3 được lệnh gia nhập một đội tấn công phối hợp "Bầy sói" biệt danh "Earl's Eliminators" và báo cáo xác nhận. Trong ngày hôm đó, Trigger gửi một báo cáo thời tiết nhưng không xác nhận đã nhận được lệnh điều động, và đây là tin tức cuối cùng nhận được từ con tàu, sau đó nó hoàn to25n mất tích. 
Tài liệu thu được từ Hải quân Đế quốc Nhật Bản sau chiến tranh cho thấy Trigger đã phóng ngư lôi đánh chìm tàu sửa chữa Odate (1.568 tấn) vào ngày 27 tháng 3. Sang ngày hôm sau, máy bay và tàu tuần tra đối phương phối hợp tấn công một tàu ngầm trong suốt hai giờ, được các tàu ngầm Silversides, Sea Dog (SS-401), Hackleback (SS-295) và Threadfin (SS-410) nghe thấy từ khu vực lân cận. Threadfin là chiếc duy nhất trong số này bị tấn công vào ngày hôm đó, và nó báo cáo nghe thấy nhiều tiếng nổ mìn sâu và nhiều vụ nổ ngầm về phía Đông sau khi đợt tấn công nhắm vào nó lết thúc. Tài liệu Nhật Bản cho biết máy bay tuần tra đã phát hiện và ném bom một tàu ngầm vào ngày 28 tháng 3, và sau đó các tàu phòng vệ duyên hải Mikura, CD-33 và CD-59 đã đi đến nơi và tiếp tục thả mìn sâu. Sau hai giờ, một vệt dầu loang lớn trồi lên mặt biển.
Trigger được lệnh quay trở về Midway vào ngày 4 tháng 4, và khi nó không hiện diện mãi cho đến ngày 1 tháng 5, nó được xem là đã mất trong chiến đấu. Trigger được rút tên khỏi danh sách Đăng bạ Hải quân vào ngày 11 tháng 7, 1945.

## Phần thưởng
Trigger được tặng thưởng danh hiệu Đơn vị Tuyên dương Tổng thống cùng mười một Ngôi sao Chiến trận do thành tích phục vụ trong Thế Chiến II. Nó được ghi công đã đánh chìm 18 tàu Nhật Bản, bao gồm một tàu khu trục, với tổng tải trọng 86.552 tấn, xếp hạng bảy về tải trọng và đứng thứ mười về số tàu trong số tàu ngầm Hoa Kỳ có thành tích nổi bật nhất trong chiến tranh.
|  |                                         |  |
|  | Silver star · Silver star · Bronze star |  |

| Dãi băng Hoạt động Tác chiến  | Dãi băng Hoạt động Tác chiến                                             | Đơn vị Tuyên Dương Tổng thống                                            | Đơn vị Tuyên Dương Tổng thống        |
| Huân chương Chiến dịch Hoa Kỳ | Huân chương Chiến dịch Châu Á-Thái Bình Dương với 11 Ngôi sao Chiến trận | Huân chương Chiến dịch Châu Á-Thái Bình Dương với 11 Ngôi sao Chiến trận | Huân chương Chiến thắng Thế Chiến II |